# 러시아의 우크라이나 침공에 대한 체첸의 개입

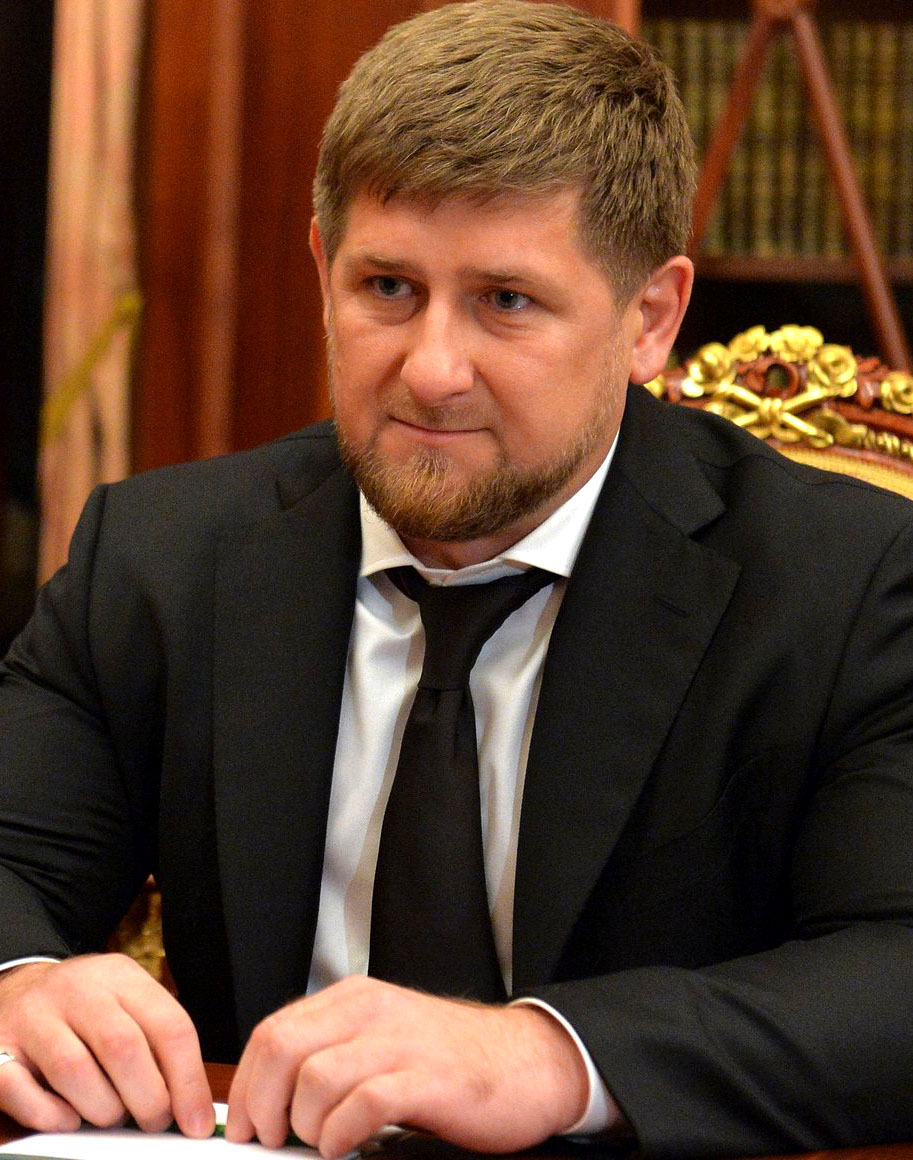
2022년 러시아의 우크라이나 침공 당시 우크라이나에 맞서 싸운 친러시아 카디로비체군의 지도자 람잔 카디로프

체첸 공화국이 러시아 연방의 한 공화국으로서 2022년 러시아의 우크라이나 침공 기간 동안 여러 역할을 수행하고 있다. 카디로비치 군대는 러시아 침공군과 함께, 조하르 두다예프 대대는 우크라이나 군대와 함께 싸우고 있다. 국제 사회는 1차 및 2차 체첸 전쟁과 비교점을 찾았다.

## 카디로비츠 군대
2월 26일, 체첸 공화국의 수장인 람잔 카디로프는 블라디미르 푸틴 대통령이 "올바른 결정을 내렸고 어떤 상황에서도 그의 명령을 수행할 것"이라며 체첸군이 우크라이나에 배치되었다고 발표했다. 같은 날 러시아 국영 언론 《RT》는 12,000명의 체첸 병사들이 체첸 수도 그로즈니 광장에 모여 우크라이나 전쟁을 준비하는 모습을 담은 영상을 공개했다.
2월 27일, 우크라이나 군은 키이우 주 북서쪽 지역의 마을인 호스토멜 근처에 모인 체첸 특수 부대의 대규모 호송대를 격파했다고 발표했다. 얼마 지나지 않아 우크라이나군은 카디로프 근위대 제141 자동차화연대의 사령관인 장군 마고메드 투샤예프가 우크라이나에서 전사했다고 주장했다.
2월 28일 카디로프는 텔레그램에 "우크라이나에서 선택한 전술은 너무 느리다"는 글을 게시했고, 러시아군이 보다 적극적으로 공세를 취해야 한다고 촉구했다. 3월 1일 카디로프는 추가 텔레그램 포스트를 통해 체첸 군인 2명이 사망하고 6명이 부상했으며 "대규모 조치를 취하기 위해" 침공이 필요하다고 말했다.
3월 3일, 《타임즈》는 체첸 군인들이 우크라이나 대통령 볼로디미르 젤렌스키를 암살할 목적으로 키이우에 잠입, 파견되었지만 러시아 연방 보안국의 반전 인사가 정보를 유출한 후 해당 그룹이 무력화되었다고 보도했다.
3월 14일 카디로프는 소셜 미디어에 자신이 키이우에 대한 러시아 공세의 일환으로 호스토멜에 있었다고 주장하는 자신의 비디오를 게시했다. 그의 주장에 대한 독립적인 검증은 없었다. 온라인 신문 《우크라인스카 프라우다》는 3월 16일 카디로프를 속여 러시아 언론인 《리아 노보스티》를 가장한 링크에 접속시켜 그의 IP 주소를 알아냈고, 카디로프의 휴대폰 위치는 우크라이나가 아닌 체첸 그로즈니임을 알 수 있었다고 주장했다. 푸틴 대통령의 대변인 드미트리 페스코프는 나중에 카디로프가 "자신이 우크라이나에 있다고 직접주장하지는 않았다"고 말했다.
4월 5일 카디로프는 텔레그램에 한 무리의 무장 세력이 포로로 잡혀 있는 것으로 보이는 비디오를 게시했다. 그는 우크라이나 해군 503대대 소속 병사 267명이 러시아에 항복했다고 주장했다. 전 미 해군 특수부대원 인 척 파러는 포로들의 제복이 거의 해지지 않았고, 우크라이나 해병대 군복과 일치하지 않는 것처럼 보인다고 설명했다.

## 친우크라이나 군대
2014년부터 우크라이나에서 러시아군과 싸우고 있는 조하르 두다예프 대대나 셰이크 만수르 대대와 같이 많은 반 카디로프 체첸인들은 우크라이나군 측에 자원했다.

## 반응
2월 28일 우크라이나 국민위병은 극우 아조프 대대가 총알에 돼지기름을 바르는 영상을 공개했다. 영상 속 연사는 "친애하는 무슬림 형제들. 우리 나라에서는 너희는 천국에 갈 수 없다. 집으로 돌아가라"라고 말했다.
많은 분석가들은 우크라이나에 카디로비체 군대의 존재가 전투에 참여하는 것보다 심리적 효과를 창출하는 데 더 초점을 맞추고 있다고 언급했다. 저스틴 링(Justin Ling)은 《포린 폴리시》 기고문에, 러시아 언론이 "우크라이나인에 대한 심리적 무기로 우크라이나에 있는 체첸 군인의 존재 자체를 이용하고 있다"고 적었다. 반면 오타와 대학 교수 장 프랑수아 라텔은 이를 두고 "사람들이 체첸에서 일어난 일이 우크라이나에서 일어날 것이라 믿게 만드는 것입니다. 도시를 습격하고, 약탈하고, 강간하고, 죽일 것"이라고 말했다. 조지아 전략 및 국제 연구 재단의 알렉산드레 크바카제(Aleksandre Kvakhadze)는 "영상과 메타데이터는 대부분의 체첸군이 최전선에서 최소 20km 떨어져 있음을 보여줍니다. 그들이 하는 일은 체첸인들에게 동기를 부여하고, 카디로프와 그 전사들의 이미지를 홍보하기 위해 비디오를 녹화하는 것뿐입니다."

### 러시아-체첸 분쟁과의 비교
많은 논평가들은 러시아의 우크라이나 침공과 1990년대 체첸 전쟁, 특히 그로즈니 전투를 비교했다. 러시아 인권 단체 '메모리알'의 국장 알렉산드르 체르카소프는 "푸틴 대통령은 우크라이나에서와 같은 방식으로 체첸에서 시작했으며 우리가 갈등의 새로운 단계로 나아가면서 계속되고 있다"고 말했다. 그것은 또한 원래 '대테러 작전'이라고 불렸고 무력 충돌로 기술되지 않은 전쟁으로 시작되었다." 킹스 칼리지 런던 트레이시 저먼은 다음과 같이 작성했다.
푸틴은 2014년 러시아의 크림반도 합병이나 2008년 그루지야 침공이 반복될 것이라 예상한 것으로 보인다. 그러나 우리가 보고 있는 것은 1994년 12월의 체첸 개입에 가깝다. 러시아군의 (수적인) 군사적 우위가 군사적, 전략적 성공으로 이어지지 못하고, 수천 명의 러시아 군대는 북캅카스 공화국을 확보할 수 없는 것으로 판명된.그곳엔 1994년 12월 말 체첸에 대한 러시아 개입의 그림자가 있다. 러시아 지도부는 체첸의 수도 그로즈니에 대규모 기갑 공세를 계획했고, 속도전으로 놀란 체첸 지도부를 몰아내, 공중 지원으로 결정적인 타격을 가하여 러시아가 주도권을 장악할 계획이었다. 그러나 체첸군은 오랫동안 도시 공격에 대한 준비를 했으며, 러시아의 공격은 참담한 실패로 끝났다.
스코틀랜드 언론인 닐 애셔슨은 “푸틴의 계획은 두 단계로 이루어진 것 같다. 첫째, 주로 일부 도시에서 저항군을 고립시킨다, 그리고 검게 그슬린 껍데기에 포격하여 군사적 승리를 거둔다. 러시아군이 체첸의 그로즈니에 한 것처럼"